# مسلمو أمريكا اللاتينية
مسلمو أمريكا اللاتينية هم المسلمون من بلدان أخرى في أمريكا اللاتينية.

## الإحصاءات

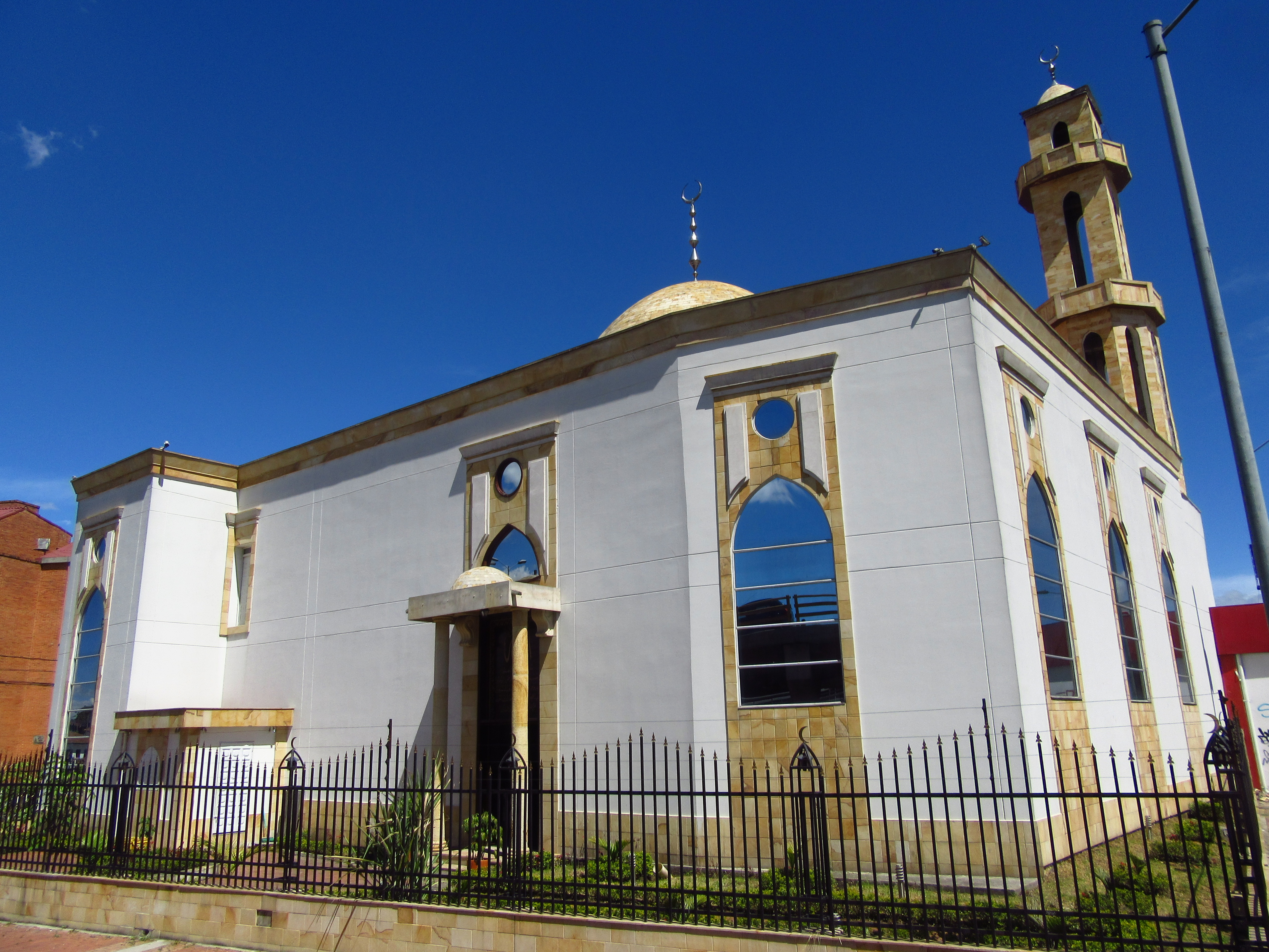
مسجد أبي بكر الصديق في بوغوتا.

نقلا عن «المسلمون في أمريكا اللاتينية» لمحمد يوسف هالار - وفقا للإحصاءات، فإن عدد المسلمين في أمريكا اللاتينية أكثر من أربعة ملايين، بمثابة 700,000 (سبعمائة ألف) في الأرجنتين وأكثر من 1500000 (نقطة واحدة خمسة مليون) في البرازيل واستناداً إلى تقديرات أخرى، فإن المسلمين في منطقة أمريكا اللاتينية يبلغ عددهم 000 100 في البرازيل والسلفادور والأرجنتين، ولكن هناك أيضاً تركيزات في فنزويلا وكولومبيا وباراغواي. معظم هؤلاء المسلمين في أمريكا اللاتينية هم من أصل لبناني أو سوري.

## المنظمات
توجد العديد من المنظمات الإسلامية في أمريكا اللاتينية، مثل المنظمة الإسلامية لأمريكا اللاتينية وتختصر (بالإنجليزية: OIPAL)‏ والتي تعتبر المنظمة الأكثر نشاطًا في أمريكا اللاتينية في تعزيز المساعي الإسلامية.

## وصلات خارجية
- المنظمات الإسلامية في أمريكا اللاتينية
- IOLA الموقع
- الإسلام في الأمريكتين قبل جامعة فلوريدا الدولية التي تقودها البحوث الفريق
- مواقع ذات ارتباطات
- Kusumo, Fitra Ismu «الإسلام en América Latina, تومو: La توسيع del Islam y su llegada a أمريكا اللاتينية (بالإسبانية edition)»
- Kusumo, Fitra Ismu «الإسلام en América Latina, تومو الثاني: Migración العربي على América Latina y el caso de México (الطبعة الاسبانية)»
- Kusumo, Fitra Ismu «الإسلام en América Latina, تومو الثالث: El الإسلام هوي desde أمريكا اللاتينية (بالإسبانية edition)»